# Cephalops innitidus
Cephalops innitidus är en tvåvingeart som beskrevs av José Albertino Rafael 1991. Cephalops innitidus ingår i släktet Cephalops och familjen ögonflugor. Inga underarter finns listade i Catalogue of Life.